# Anton Rojina
Anton Rojina, slovenski industrialec in politik, ,* 24. maj 1877, Zgornja Šiška, Avstro-Ogrska, † 15. november 1958 , Ljubljana, Federativna ljudska republika Jugoslavija.

## Življenje
Anton Rojina se je rodil 24. maja 1877 v Zgornji Šiški pri Ljubljani. Njegov oče Ivan je bil mali posestnik in tesar. Anton se je po končani osnovni šoli v Ljubljani izučil mizarstva, nato pa  se je odpravil v tujino, kjer je od 1894 do 1906 razen v času služenja 3-letnega vojaškega roka, delal kot mizarski pomočnik. Delal je v Avstriji, Švici, Franciji in v Londonu, kjer je 6 let delal pri svetovno znanih mizarskih podjetjih.
Po vrnitvi iz tujine je v Ljubljani odprl mizarsko delavnico, ki jo je 1909 razširil v stavbno in pohištveno podjetje. Razvoj podjetja je prekinila prva svetovna vojna, saj je bil Rojina mobiliziran. Po koncu vojne in vrnitvi iz vojske je skupaj s partnerjem  prevzel tovarno pohištva, ter 1937 odkupil partnerjev delež. Podjetje je razširil tako, da je tik pred izbruhom druge svetovne vojne zaposlovalo okrog 100 delavcev. Delalo je opremo za stavbe v vseh večjih jugoslovanskih  mestih in postalo znano tudi v tujini. Rojina si je vseskozi prizadeval za razvoj svojega podjetja, hkrati pa se je vestno udeleževal stanovskega, gospodarskega in političnega življenja ter pri tem pokazal izredne organizacijske sposobnosti.
Bil je član prvega odbora Društva rokodelskih mojstrov, odbornik Trgovsko-obrtne zadruge in Zveze industrialcev, dolga leta svetnik v industrijskem odseku Zbornice TOI, član prizivne davčne komisije in podpredsednik ljubljanske Mestne hranilnice.
Bil je član SLS in  med letoma 1909–10 član regentskega sveta ljubljanske občine, 1909 strankin kandidat Ljubljane za deželni zbor, 1928 oblastni poslanec za Ljubljano. Isto leto je postal tudi član tajništva SLS. 14. avgusta 1935 je bil med prvaki nekdanje SLS, ki so podpisali prijavo za pristop k JRZ. V JRZ ni opravljal pomembnejših funkcij. Po koncu druge svetovne vojne in vzpostavitvi nove oblasti je prenehal z delom. Umrl je 15. novembra 1958 v Ljubljani.